# Grof bieslook
Het grof bieslook (Allium fistulosum) is een aan de ui verwante plant die echter geen bollen vormt. De Sint-jansui en de stengelui zijn variëteiten van deze plant.